# آباری
آباری (به لاتین: Abaareey) در سومالی است که در mudug واقع شده‌است.